# Kevin Bolger
Kevin Bolger (* 11. April 1993 in Minocqua, Wisconsin) ist ein US-amerikanischer Skilangläufer.

## Werdegang
Bolger startete im März 2012 in Craftsbury erstmals bei der US Super Tour und kam dabei auf den 51. Platz über 3 km Freistil. Im Januar 2017 wurde er in Soldier Hollow US-amerikanischer Meister im Sprint und holte damit zugleich seinen ersten Sieg bei der US Super Tour. In der Saison 2017/18 errang er bei der US Super Tour in Anchorage den zweiten Platz im Sprint und in Craftsbury jeweils den dritten Platz über 10 km Freistil und im Sprint. Im Februar 2018 siegte er in Ishpeming im Sprint und belegte dort zudem den dritten Platz über 10 km Freistil und den zweiten Rang im Massenstart über 20 km Freistil. Aufgrund dieser Ergebnisse debütierte er Anfang März 2018 in Lahti im Weltcup. Dabei holte er mit dem 11. Platz im Sprint seine ersten Weltcuppunkte. Zum Saisonende errang er beim Weltcupfinale in Falun den 60. Platz und erreichte den zweiten Platz in der Gesamtwertung der US Super Tour. In der Saison 2018/19 belegte er den 59. Platz beim Lillehammer Triple und den 44. Rang beim Weltcupfinale in Québec. Beim Saisonhöhepunkt, den nordischen Skiweltmeisterschaften 2019 in Seefeld in Tirol, lief er auf den 18. Platz im Sprint.
In der Saison 2020/21 belegte Bolger den 63. Platz beim Ruka Triple, den 48. Rang bei der Tour de Ski 2021 und bei den nordischen Skiweltmeisterschaften 2021 in Oberstdorf den 35. Platz im Sprint. Im folgenden Jahr lief er bei den Olympischen Winterspielen 2022 in Peking auf den 17. Platz im Sprint und zusammen mit Luke Jager, Scott Patterson und Gus Schumacher auf den neunten Rang in der Staffel.

## Siege bei Continental-Cup-Rennen
| Nr. | Datum             | Ort            | Disziplin          | Serie                     |
| --- | ----------------- | -------------- | ------------------ | ------------------------- |
| 1.  | 8. Januar 2017    | Soldier Hollow | Sprint klassisch 1 | US Super Tour             |
| 2.  | 15. Februar 2018  | Ishpeming      | Sprint Freistil    | US Super Tour             |
| 3.  | 5. September 2018 | Snow Farm      | Sprint Freistil    | Australia/New Zealand Cup |

## Teilnahmen an Weltmeisterschaften und Olympischen Winterspielen

### Olympische Spiele
- 2022 Peking: 9. Platz Staffel, 17. Platz Sprint Freistil

### Nordische Skiweltmeisterschaften
- 2019 Seefeld in Tirol: 18. Platz Sprint Freistil
- 2021 Oberstdorf: 35. Platz Sprint klassisch
- 2023 Planica: 44. Platz Sprint klassisch
- 2025 Trondheim: 7. Platz Staffel, 22. Platz 50 km Freistil Massenstart, 31. Platz 20 km Skiathlon

## Platzierungen im Weltcup

### Weltcup-Statistik
Die Tabelle zeigt die erreichten Platzierungen im Einzelnen.
- 1.–3. Platz: Anzahl der Podiumsplatzierungen
- Top 10: Anzahl der Platzierungen unter den ersten zehn
- Punkteränge: Anzahl der Platzierungen innerhalb der Punkteränge
- Starts: Anzahl gelaufener Rennen in der jeweiligen Disziplin
- Hinweis: Bei den Distanzrennen erfolgt die Einordnung gemäß FIS.

| Platzierung               | Distanzrennen a | Distanzrennen a | Distanzrennen a | Distanzrennen a | Distanzrennen a | Skiathlon Verfolgung | Sprint | Etappen- rennen b | Gesamt | Team   | Team    |
| Platzierung               | ≤ 5 km          | ≤ 10 km         | ≤ 15 km         | ≤ 30 km         | > 30 km         | Skiathlon Verfolgung | Sprint | Etappen- rennen b | Gesamt | Sprint | Staffel |
| ------------------------- | --------------- | --------------- | --------------- | --------------- | --------------- | -------------------- | ------ | ----------------- | ------ | ------ | ------- |
| 1. Platz                  |                 |                 |                 |                 |                 |                      |        |                   |        |        |         |
| 2. Platz                  |                 |                 |                 |                 |                 |                      |        |                   |        |        |         |
| 3. Platz                  |                 |                 |                 |                 |                 |                      |        |                   |        |        |         |
| Top 10                    |                 |                 |                 |                 |                 |                      | 1      |                   | 1      | 6      | 2       |
| Punkteränge               |                 | 2               |                 | 5               | 1               |                      | 41     |                   | 49     | 9      | 5       |
| Starts                    |                 | 7               | 24              | 5               | 3               | 14                   | 69     | 6                 | 128    | 9      | 5       |
| Stand: Saisonende 2024/25 |                 |                 |                 |                 |                 |                      |        |                   |        |        |         |

### Weltcup-Gesamtplatzierungen
| Saison  | Gesamt | Gesamt | Distanz | Distanz | Sprint | Sprint |
| Saison  | Punkte | Platz  | Punkte  | Platz   | Punkte | Platz  |
| ------- | ------ | ------ | ------- | ------- | ------ | ------ |
| 2017/18 | 25     | 102.   | -       | -       | 25     | 50.    |
| 2018/19 | 17     | 112.   | -       | -       | 17     | 60.    |
| 2019/20 | 29     | 87.    | -       | -       | 29     | 51.    |
| 2020/21 | 99     | 52.    | -       | -       | 94     | 16.    |
| 2021/22 | 47     | 75.    | 1       | 99.     | 46     | 41.    |
| 2022/23 | 163    | 90.    | -       | -       | 163    | 40.    |
| 2023/24 | 281    | 63.    | 16      | 113.    | 265    | 30.    |
| 2024/25 | 220    | 76.    | 126     | 64.     | 94     | 49.    |